# 大阪スタヂアム
大阪スタヂアム（おおさかスタヂアム）は、かつて大阪府大阪市浪速区難波中二丁目に存在した野球場。通称は大阪球場（おおさかきゅうじょう）。南海難波駅の南西に隣接していたこともあり、なんば球場（ナンバ球場、難波球場）とも通称された。
日本プロ野球の南海ホークスの本拠地として知られたが、近鉄パールスと大洋松竹ロビンス/洋松ロビンスも一時的に本拠地としていた。また、松竹ロビンスと大阪タイガースが一時的に準本拠地としていた。

## 歴史
南海は戦前、堺市の東南郊にあった中百舌鳥球場（中モズ球場）を主本拠にしていたが、大阪市はともかく神戸市からのアクセスに難があり、そもそも阪神甲子園球場や阪急西宮球場のような数万人を収容するスタンドを設けておらず、中モズ球場での公式戦開催は非常に少なかった。特に戦後は、当球場の完成を間近に控えた1950年6月に1試合、7月に1試合が開催されただけであった。
1948年に南海が優勝した際、GHQ経済科学局長のウィリアム・マーカット少将（「M資金」の語源となった人物）の「ホームタウン・ホームグラウンドはどこか?」との問いに、南海球団の松浦竹松社長が「大阪府が本拠であるが、自前のグラウンドがないので甲子園（兵庫県）を使わせていただいている」と答えると、マーカットは自前のグラウンドを建設してもいいと提案した。
当時は保護地域や本拠地といったフランチャイズ制度が未整備だったが、規定に向けた流れはあり、実際に1948年はフランチャイズ制度が試験導入された年でもあった。そこで、これまで公式戦を開催したことのなかった大阪市に目をつけ、大阪市浪速区蔵前町（現：難波中二丁目）に所在し、大阪大空襲によって壊滅した大阪地方専売局大阪工場の跡地を大蔵省専売局（現：日本たばこ産業）から払い下げてもらい、自前の野球場を建設する流れとなった。
同時期に南海と同じく大阪を拠点とする大陽ロビンス（のち松竹ロビンス）も大阪市に目を付けており、北区玉江橋の関西相撲協会の所有地を買収して野球場建設候補地にあげていた。阪神本線と阪急神戸本線沿線にそれぞれ阪神甲子園球場と阪急西宮球場を構える大阪タイガースと阪急ブレーブスは「ターミナルの梅田に近く、客を奪われる」ことを恐れて玉江橋球場建設に反対し、阪神電鉄と阪急電鉄は南海電鉄による難波球場建設を支持した。日本野球連盟も候補地を視察して難波案を採用したが、大陽のオーナーだった田村駒治郎が「南海が1年以内に建設できなければ自分の手で球場を作る」と主張したため、南海は1年以内に完成できるよう工事を進めざるを得なくなった。
工期わずか8か月の突貫工事（設計：坂倉建築事務所、施工：竹中工務店、間組）で、1950年9月12日に完成。戦災後の復興期にあり、粗末なバラックばかりがひしめき合っていた大阪市内の中心部で本格的な鉄筋コンクリート造りの大規模建築として完成した本球場は、当時「昭和の大阪城」と称えられた。建設当初のグラウンドの広さは両翼84メートル、中堅115.8メートル。副収入を得るため、日本の球場では初めて観客席下に多数のテナントを入居させるスペースを設けた。この空間確保と狭い敷地に極力多くの客席を設けるという2つの目的によって、スタンドを急傾斜に設計したことから「すり鉢球場」と言われた。内野スタンドの傾斜は37度にも達し、打球音が銃撃音にも似た独特の反響を残すことは選手の間でも知られていた。
このグラウンドの狭さから、当たり損ねの打球が外野フェンスを越えて本塁打になってしまうなど、投手泣かせの球場であった。西鉄ライオンズOBの中西太は本球場でバットを折りながらも打球を外野スタンドへ入れたと言われ、杉浦忠、皆川睦雄ら南海黄金時代のエース級投手の絶妙な制球力はグラウンドの狭さによって培われたとの説もある。
1951年に関西地区の球場で初めて夜間照明設備を設置し、同年7月18日の南海対毎日オリオンズ18回戦にて初ナイターを開催した。内野スタンドに日本初のボックス席を設けたのも本球場である。1950 - 60年代は鶴岡一人監督率いる南海の黄金期であり、毎年優勝争いを繰り広げており関西では南海は阪神をしのぐ人気球団であった。南海電鉄も出資者であった毎日放送は1959年に当球場での南海戦の独占テレビ中継契約を結び、この年に南海が日本一を達成したこともあって社史にこの契約を「一大ヒット」と記した。しかし、この成功を背景に翌1960年に南海側が放映権料をつり上げたことで毎日放送は契約範囲を縮小（ホームゲーム35試合の優先放送）、さらにその翌1961年には南海との交渉を断念して、テレビの野球中継自体を大幅に縮小し、テレビでの露出が減少する結果を招いた。また、この当時のエピソードとして1963年8月29日の南海対阪急23回戦で、雨による2時間14分の中断後、グラウンドにガソリンを撒いて火を付け水分を蒸発させ試合を再開させたというものがある。これは勝ち試合であることや、日本記録ペースで本塁打を量産していた野村克也がこの試合でも1本打っていたために、それを生かしたいという南海サイドの思惑によるものだった。なお、現在は消防法によりこのような行為は禁止されている。
1960年代半ば以降はプロ野球のテレビ中継において在京キー局の発言力が増大し、放送カードがセ・リーグの読売ジャイアンツ戦が多くを占めるようになった。その結果、関西では唯一同じセ・リーグ所属の阪神に「巨人の対抗馬」として人気が集中、前記の経緯による南海戦の中継減少もあいまって、パ・リーグの人気は長期低落傾向をたどった。さらに1970年代後半以降の南海の急激な弱体化で本球場の観客動員数は低迷を極めた。
南海本線および事実上の南海高野線の大阪側ターミナル駅であり、大阪の一大繁華街・ミナミの玄関口である南海難波駅に隣接するという好立地にもかかわらず、球場を管理していた大阪スタヂアム興業の社史には、本球場の年間観客動員の実数が1965年以降、南海最終年の1988年まで一度も50万人を超えなかったことが記されている（公式発表上では1988年の91万5千人が球団史上最多動員であった）。
利用者にとっては好立地であったものの、南海電鉄にとっては必ずしも好条件ではなかった。本来鉄道会社が球団経営する場合、阪神甲子園球場と甲子園駅、阪急西宮球場と西宮北口駅、駒澤野球場と駒沢電停、春日原球場と春日原駅、藤井寺球場と藤井寺駅、西武ライオンズ球場（現：ベルーナドーム）と西武球場前駅といったように、本拠地球場は自社沿線の郊外地に構え、利用者の多いターミナル駅などから球場最寄駅までの運賃収入に貢献させるのが常策だが、大阪球場の場合はターミナル駅が球場最寄駅となったことから、南海電鉄以外にも国鉄（現：JR西日本）や大阪市営地下鉄（現：大阪市高速電気軌道（Osaka Metro））、ライバルである近鉄難波線（1970年開業）でも来場可能であり、運賃収入が見込めなかったことから、南海電鉄本社でも球団の売却が労使闘争で常に槍玉に上がる状況であった。
南海自前の球場（運営会社は南海電鉄を含む数社が出資）だったが、1957年まで近鉄パールスも大阪球場を本拠地としていた。1950年に事実上の本拠地とした藤井寺球場にナイター照明設備がなかったためで、同じパ・リーグの2球団が本拠地とすることにも限界があり、近鉄は1958年から日本生命球場（日生球場）を本拠地とすることとなった。藤井寺球場は近隣住民の反対によってナイター照明設備の設置（1984年）が遅れ、近鉄バファローズが1979年と翌1980年に日本シリーズに出場した際、日生球場の最大観客収容人数がシリーズ開催基準の3万人以上に満たず、藤井寺球場もナイター照明設備が依然としてなかったため、近鉄はやむを得ず両年とも大阪球場を借り、日本シリーズの開催地とした（対戦相手は両年とも広島東洋カープ）。他にも1953年から1954年までセ・リーグの大洋松竹ロビンス/洋松ロビンスが本拠地として（1951年から1952年までも合併前の松竹ロビンスが準本拠地として使用）、そして大阪タイガースも甲子園にナイター照明設備が設置（1956年）されるまで準本拠地としていたため、本球場の正面には南海、近鉄、大阪の球団旗をあしらった看板が掲げられていた。なおこの間、1954年7月25日の大阪対中日ドラゴンズ13回戦では判定と退場処分をめぐって2度にわたり紛糾、興奮した観客がそれぞれグラウンドに進入したため没収試合となる事件が起きた。
南海としての最後の公式戦は1988年10月15日の南海対近鉄25回戦。西武との熾烈な優勝争いをしていた近鉄を相手に互角の白熱戦を展開。岸川勝也の決勝本塁打で南海が6－4で勝利した。

## 複合娯楽施設として
1972年には隣接する南海難波駅の改修に伴う工事で、両翼を91.4メートルに拡大した。これは近い将来、サッカーがプロ化され人気が高まるとにらんだ球場側が野球とサッカーの兼用を狙って行ったものであった。また、当時大阪で国際規格を持つサッカー競技施設は長居陸上競技場しかなく、そこもナイター設備がなかったため（1996年の全面改修で設置）、主として週末や祝日のデーゲームでしか試合を開催できなかったこともあり、大阪の中心部にあって観客動員の見込める本球場に目を付けられた面もある。実際、1977年に本球場で往年のスーパースター・ペレの引退興行「サッカーフェスティバル さよならペレ」が開催されたが、ピッチの端が外野フェンスぎりぎりまで迫るほど狭く、サッカー用グラウンドとしてはいかにもサイズが不適格であった。また、この南海難波駅の拡張工事によって南海電鉄の線路が本球場側にせり出して拡幅されることになり、三塁側内野スタンドの東側を削り、別々だった内野と左翼席をつなぐ形でスタンドを拡大して削った分を増席。結果的に左右非対称のスタンドを持つ球場となった。
球場のスタンド階下部分にはウインズ難波（中央競馬の場外馬券売場）の他にアイススケートリンク、卓球場、文化センターなどが設置されており、野球を核とした複合施設として利用された。テナントとしては古書店街やスポーツ用品店が入店し、日本自転車振興会やユースホステルの事務所が措かれていた。文化センターには土井勝の料理教室や、後にK-1をプロモートする石井和義が指導した極真空手の芦原道場などが開校されていた（この道場には俳優の新藤栄作や天才空手家の中山猛夫も在籍していた）。特にアイススケートリンクは、1966年にスタートした日本アイスホッケーリーグに1972年まで所属していた福徳相互銀行アイスホッケー部が練習や試合に使用していた。
また、交通至便な立地から関西では人気スターの公演会場や大規模興行の開催地として定着した。1974年より（10年間）西城秀樹がソロ歌手としては日本で初めてとなるスタジアム・コンサートを真夏に開催し、サイモン&ガーファンクル、マイケル・ジャクソン、マドンナ、エリック・クラプトン、ボズ・スキャッグス、マイケル・マクドナルド、ジョー・ウォルシュなどの欧米のスーパースターや、日本のアーティストでは尾崎豊、渡辺美里、チェッカーズ、サザンオールスターズ、TUBEらも大規模コンサートを行った。1982年には日本テレビのクイズ番組「ウルトラクイズ 史上最大の敗者復活戦」、1983年には「全国高等学校クイズ選手権」第1回大会の関西地区予選会場として使われたこともある。
1960年代にはプロレスの試合会場としても使用され、ジャイアント馬場対ジン・キニスキー、アントニオ猪木対ジョニー・バレンタイン戦などの伝説的な名勝負の舞台となった。1950年代にはプロボクシングの試合会場として白井義男のノンタイトルなどが行われた。
この他、プロ野球のシーズンオフには大阪府内の自動車ディーラーが中古車のセールをグラウンドで行っていた。

## ホークス売却・福岡移転後

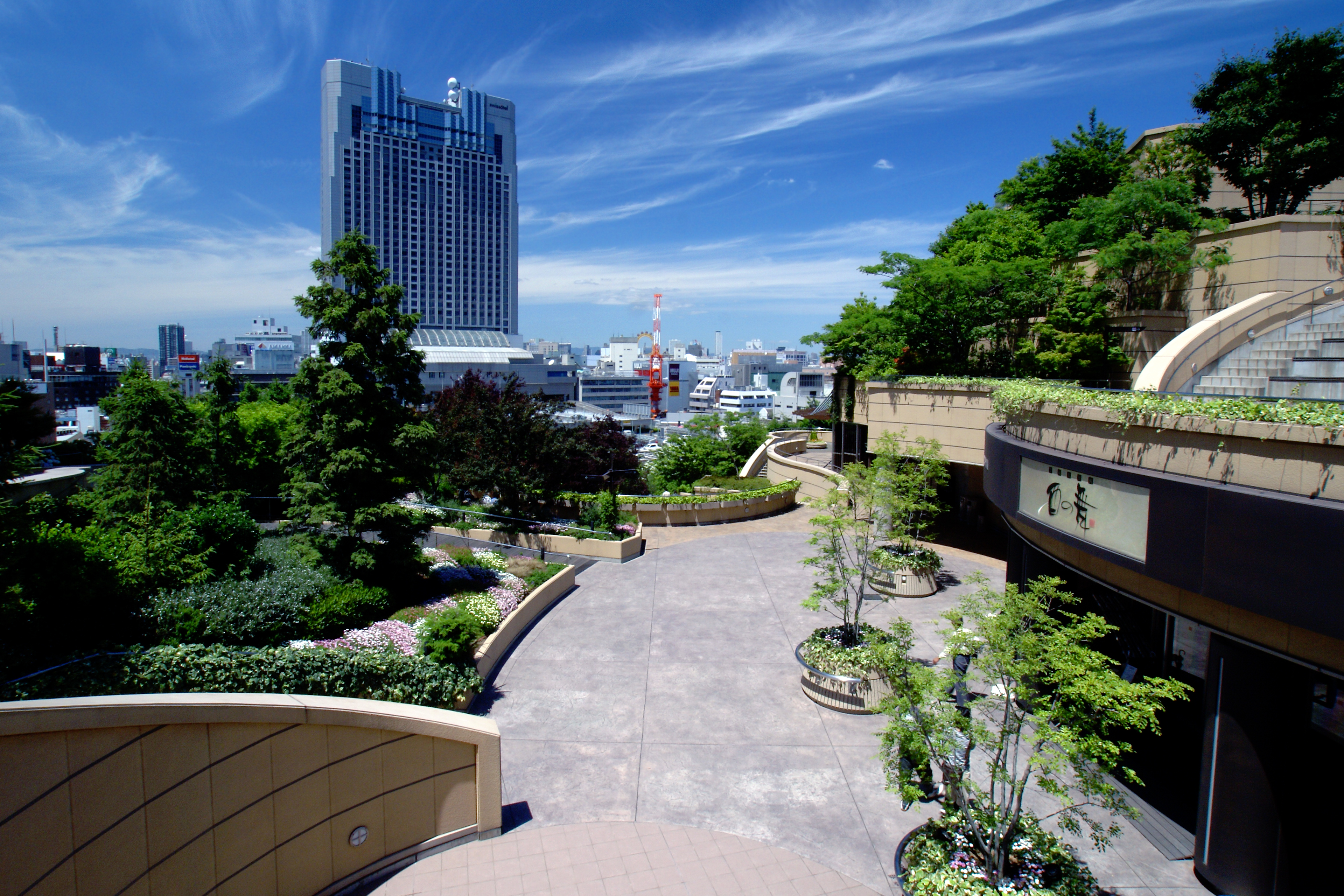
なんばパークス（大阪球場跡地）

なんばパークス2階の大阪球場跡モニュメント

1988年、南海ホークスがダイエーに売却され福岡市に移転した後、1989年と1990年に近鉄が準本拠地として年間10試合程度の主催試合を開催した。1990年6月12日の近鉄対福岡ダイエーホークス7回戦では、当時近鉄の新人だった野茂英雄が先発登板して完投勝利をあげ、100奪三振到達のシーズン最速記録を打ち立てた（従来の最速は江夏豊）。また翌6月13日の近鉄対ダイエー8回戦ではダイエーが延長戦を制して、山内孝徳が「ホークス」最後の勝利投手となった。最後のプロ野球公式戦は1990年8月2日の近鉄対オリックス・ブレーブス19回戦で、門田博光も出場、最後の本塁打は延長10回表にブーマーが放った勝ち越し3ランホームランだった。なお、この時点では同年限りでの閉鎖は決定していなかったが、将来的な取り壊しは既定路線だったため、この試合が最後のプロ野球公式戦になるとの噂が広がり、平日の同カードとしては異例の29,000人が詰めかけた。
なお、1989年以降はホークスの売却・移転によりスケジュールに空きができたものの、全国高等学校野球選手権大会開催期間中の阪神の主催試合は開催されなかった。
本球場は既に球団売却前の1986年ごろから、関西国際空港の建設開始に伴う難波地区再開発計画によって、数年以内に解体撤去することが決まっていたが、後のバブル崩壊などにより計画が次々に凍結され、長年放置状態が続いた。末期はグラウンド部を使って住宅展示場「なんば大阪球場住宅博」として利用されていた。グラウンド内にモデルハウスが建ち並んでいた一方、観客席やスコアボードもそのまま残され、野球場としては非常に珍しい使用例として海外の建築専門誌にも紹介された。また、全面的な解体工事が始まる直前まで、一部分を改装して場外馬券場・ウインズ難波が入居していた。球場としての役目を終えた後はグランドも舗装され、駐車場としても利用されていたが、エンターテインメントとしての活用は劇団四季が常設小屋としてキャッツシアターを設置し、ミュージカル「キャッツ」のロングラン公演を行ったほか、阪本順治監督・赤井英和主演の映画「王手」も特設テントが組まれ上映された。
全国高等学校野球選手権大阪大会でも1990年の72回大会まで使われたが、本球場の野球場機能の廃止に伴い大阪府内での球場が不足していたことから、一部の試合を兵庫県の阪急西宮スタジアムと奈良県の奈良市鴻ノ池球場で1991年の73回大会から1993年の75回記念大会の期間に越県開催している。また、都市対抗野球と並ぶ社会人野球の2大大会である日本選手権も1980年より開催されていたが1989年を最後に翌年からグリーンスタジアム神戸へ変更となった。
1998年10月18日、さよならイベント「野球フェスタ」が南海OBや少年野球選手らを招待して開催された。このイベントの最後の挨拶は杉浦忠が務め、杉浦の挨拶が終わると同時に照明の灯が落とされた。その後解体撤去され、2003年10月に大規模な複合商業施設「なんばパークス」として生まれ変わった。

## 解体後
なんばパークスの広場内にはかつて本球場のピッチャーズプレートとホームプレートがあった位置に記念のモニュメントとプレートが置かれ、8階に設けられた屋外イベントスペース「円形劇場」の客席部分は大阪球場の外野席の形状そのままにデザインされている。上階には「南海ホークスメモリアルギャラリー」という球団の沿革を示す展示コーナーも設置されており、展示の前では年配層を中心に立ち止まる人の姿が絶えず、未だ関西でホークスが根強い人気を持つことを示している。
但し、野村克也関連の展示は妻の沙知代が管理する肖像権の関係で開業当初から名前の記述を含めて一切されず、野村が監督に就任した1970年については、代わりにドン・ブレイザーのヘッドコーチ就任を紹介していたが、沙知代が2017年12月8日に、野村が2020年2月11日に死去したことから、江本孟紀を発起人としてメモリアルギャラリーに野村の記述を追加するリニューアルプロジェクトが実施され、2021年2月14日にリニューアルが完了した。このなんばパークスの地下には、球場のテナントから移転したウインズ難波がある（2001年に先行オープン）。

## 運営会社
沿革
- 1949年10月31日 - 大阪スタヂアム株式会社設立。
- 1952年 - 大阪アイス興業株式会社設立。
- 1977年 - 大阪スタヂアム株式会社と大阪アイス興業株式会社が合併し、大阪スタヂアム興業株式会社となる。
- 1998年10月 - 大阪スタヂアム興業株式会社が南海電気鉄道株式会社と合併。

## 施設
- 敷地面積：35,674m2
  - グラウンド面積：12,213m2
  - スタンド面積：13,653m2

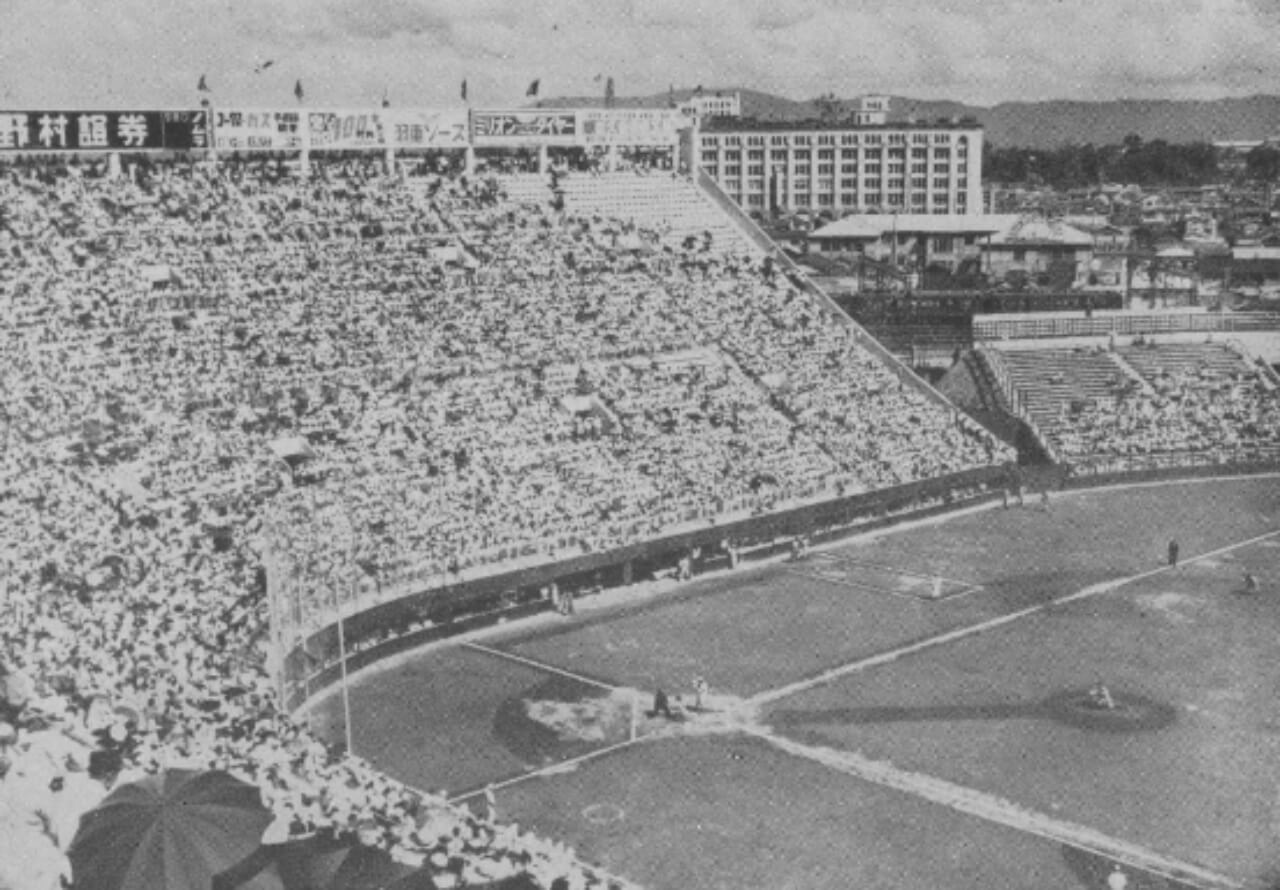
開場間もない頃の大阪球場。照明設備はまだなく、内外野共に天然芝が敷かれている。

- スコアボード:一貫して手書きパネル方式だった。
  - 初代は後楽園球場の2代目と同じ形で中央にスコア（15回まで）、下部にその日の試合結果（または他球場の速報 最大3試合。後述のサブボード完成後は広告スペースとなる）、両サイド縦スクロール・横書きで選手名を表記）1950年から1974年ごろまで使用。ホームランを放つと側部広告部分に「HOMERUN」と書かれたネオンサインが点灯するなどの仕掛けもあった。また、1961年に一塁側内野スタンド上方に他球場の結果、経過を表示する専用の掲示板（メインのスコアボードよりはかなり小さいサイズ）が設置された。このボードは「スポーツニッポン速報」と銘打っていた。なおこのサブボードは2代目スコアボードの設置工事時にメインボードとして使われたこともある。
  - 2代目は隣接するビルの側壁に取り付ける形で登場した。スコアボードの上部にスコア（12回まで、合計得点・ヒット・エラーも）、下部に横スクロール・縦書きで選手名表記。（チーム名は球団のカラー、守備番号とチーム名の南海は緑色、DHは白色で掲示）中央部に回転広告看板（東京銀行→なんばCITY。本塁打が出た場合、外周にある電球が点滅するとともに、広告の部分がホームラン用のイラスト＜2枚＞に替わるというもの）を設けていた。1975年（同年、パ・リーグは指名打者制を採用）から閉鎖まで使用。そのスコアボード自体はセンターのバックスクリーンよりは少しライトスタンドに寄りに設置された。スコアボードは球場裏のビル（旧ウインズ難波･A館）に貼り付けられる形で設置されていたため、スタンド取り壊し時にはそのまま手付かずの状態になっていた（スコアボード自体は2002年11月1日に解体）。

## 交通アクセス
- 南海電鉄本線難波駅西 徒歩すぐ
- 西日本旅客鉄道（JR西日本）関西本線（大和路線）湊町駅（現・JR難波駅）
- 大阪市営地下鉄（現：大阪市高速電気軌道）御堂筋線・千日前線・四つ橋線 難波（なんば）駅
- 近鉄難波線近鉄難波駅（現・大阪難波駅。阪神なんば線 は未開業）
- 大阪市営バス（現・大阪シティバス）なんば停留所
- 大阪空港交通 空港リムジンバス 伊丹空港路線　なんば停留所

## エピソード
- 球場外壁に設置されていた「大阪球場」の看板（ネオンサイン）は解体後、ホークスファンが個人で所有している。2008年にソフトバンクが南海時代のユニホームを着て行なった際、京セラドーム大阪のスコアボード下にこの看板が特別に設置された[19]。